# Ulrich II. Pernauer

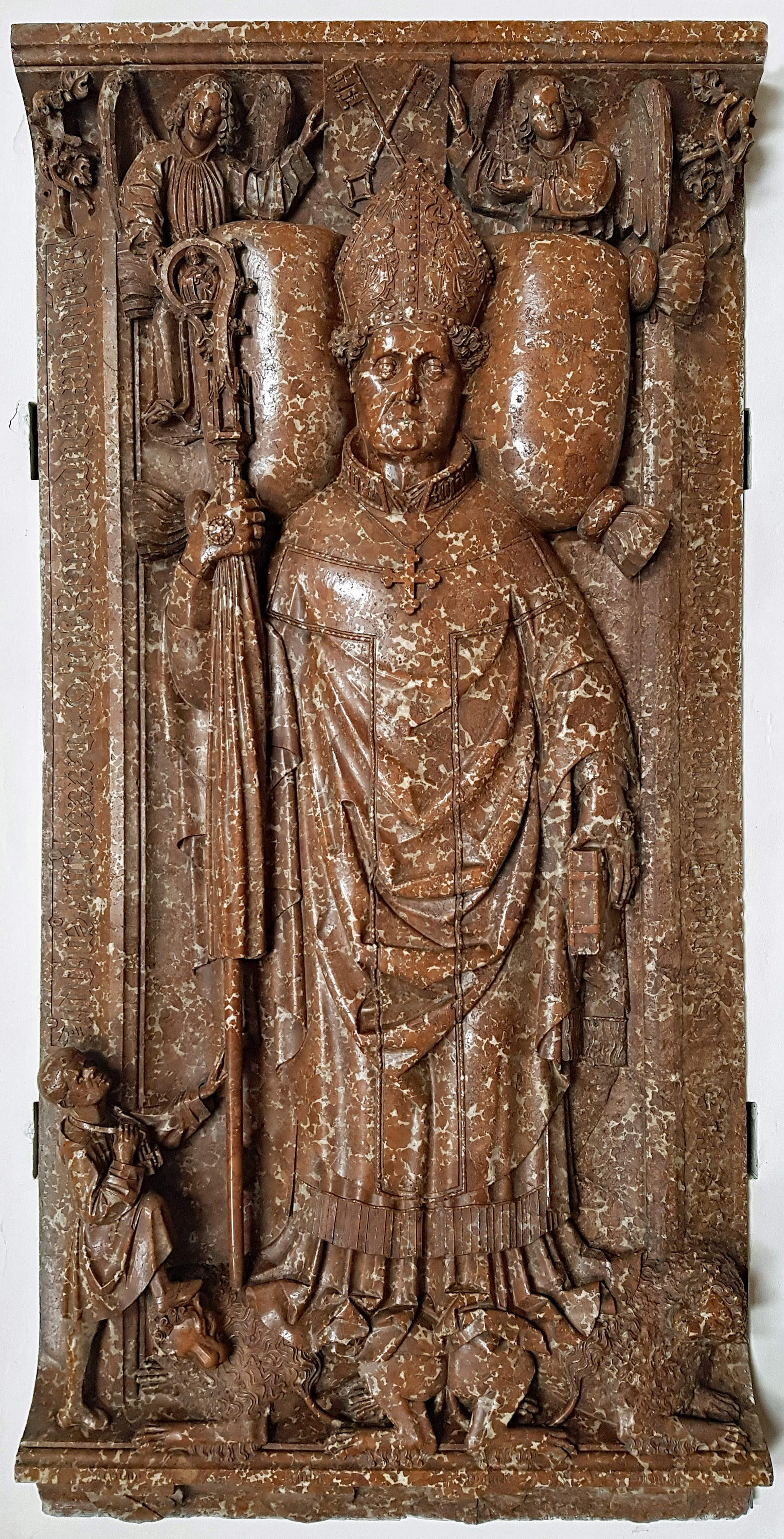
Propst Ulrich Pernauer (Stiftskirche Berchtesgaden)

Ulrich Pernauer († 14. März 1495) (oder auch: Bernauer oder auch von Wernau) war als Ulrich II. von 1486 bis 1495 Reichsprälat und Propst des Klosterstifts Berchtesgaden.

## Leben
Laut Feulner, Helm und Koch-Sternfeld hieß der Propst Ulrich Pernauer und entstammte dem „Geschlecht Pernauer auf Au an der Isar in Baiern“. Laut Brugger et al. hieß er jedoch Ulrich von Wernau – und dafür, dass der Propst dem Adelsgeschlecht derer von Wernau mit Stammsitz auf Burg Wernau bei Erbach entstammte, spricht auch das Propst Pernauer zugeordnete Familienwappen.
Laut Brugger heißt es über Pernauer ferner, dass er am 12. Oktober 1495 resigniert hätte bzw. als Propst zurückgetreten sei, sein Grabdenkmal datiert seinen Todestag jedoch auf den 14. März 1495. (Den vorzeitigen Rücktritt Pernauers als Propst bestätigt auch Koch-Sternfeld, allerdings erst für das Jahr 1496, ohne genaue Nennung des Datums und ohne Nennung des Todesdatums von Pernauer).
Ulrich Pernauers Grabmal ist in der Berchtesgadener Stiftskirche. Sein Hochrelief-Epitaph ähnelt dem Peter Pienzenauers, das zum Modell für die Grabsteine der Berchtesgadener Stiftspröpste des 15. Jahrhunderts wurde.

## Status und Wirken
1294 hatte sich bereits die weltliche Eigenständigkeit der um 1100 gegründeten Stiftspropstei durch die Erlangung der Blutgerichtsbarkeit für schwere Vergehen manifestiert. Ab 1380 zum Zepterlehen erhoben und auch im Reichstag mit Sitz und Stimme vertreten, war der Machteinfluss der Stiftspröpste noch weiter gestiegen und Pernauers Status dem eines Reichsprälaten gleichgestellt.
Laut Brugger ließ sich Pernauer 1486 angesichts der anstehenden Wahl zum Propst nicht mehr als „Salzburger Hallinger“ vereidigen und stattdessen das „Hallingeramt“ (=Salzamt) von Augustiner-Chorherren innerhalb des Klosterstifts verwalten. So wurden während seiner Regentschaft Jörg Sewer und ab 1491 Pernauers Nachfolger Balthasar Hirschauer zu Hallingern ernannt und hatten mit dem Salzamt in Schellenberg den wichtigsten Verwaltungsposten des Klosterstifts inne.
Dank Propst Bernhard Leoprechtinger seit 1455 von der „Metropolitangewalt“ des Fürsterzbistums Salzburg befreit, war Ulrich Pernauer auch in geistlichen Dingen (Spiritualien) nur noch dem Papst unterstellt. Pernauer musste jedoch nach wie vor die Verpfändung Schellenberg samt seiner Saline an Salzburg hinnehmen, um die immensen Schulden des Klosterstifts an das Fürsterzbistum zu tilgen. Da die Verpfändung nicht ausreichte, erhob er wie seine Vorgänger von den Berchtesgadener Bauern hohe Steuern. Dennoch sollten die Schulden an Salzburg erst 1556 vollends entrichtet sein.
Zudem bescheinigte laut Koch-Sternfeld der König und spätere Kaiser Maximilian I. Pernauer am 9. August 1491 „dem ehrsamen unsern Reichsfürsten und lieben andächtigen Propst Ulrich“ den Empfang von 390 Goldgulden für „8 Fußgänger und 3 Reiter auf ein halbes Jahr in der Fehde gegen die Könige von Frankreich und Böhmen.“ Bemerkenswert ist hieran neben den ab 1491 einsetzenden hohen Zahlungen – so hätte allein das Klosterstift Berchtesgaden zwischen 1491 und 1601 die Summe von 19000 fl zu den Reichskriegen und an das 1495 begründete Reichskammergericht zu entrichten gehabt –, nicht zuletzt auch die für einen Propst des Klosterstifts Berchtesgaden eigentlich erst ab 1559 zutreffende Anrede mit „Reichsfürst“.

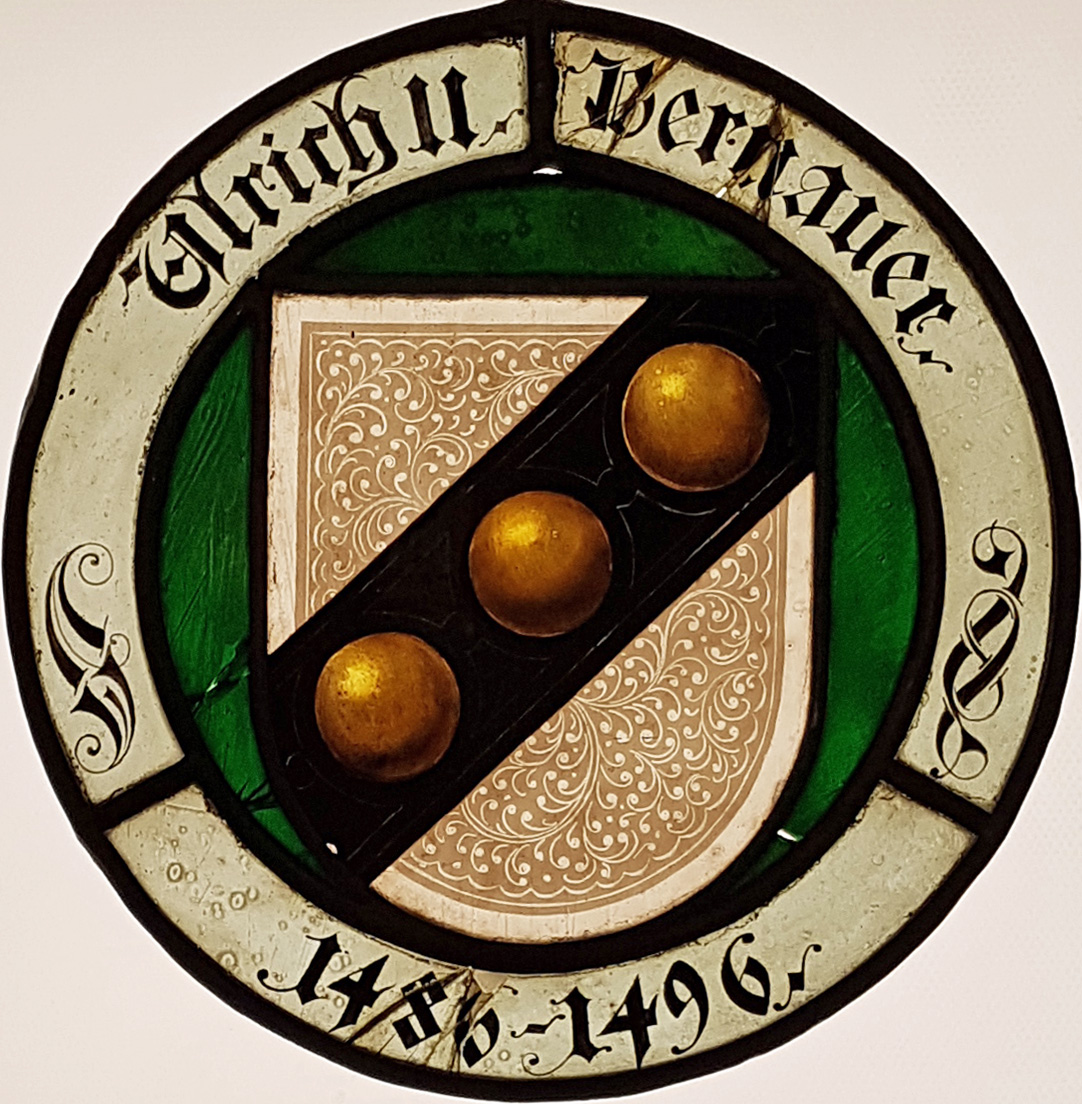
Wappenscheibe zu Pernauer, vormals im Pfarrhaus der Berchtesgadener Stiftskirche
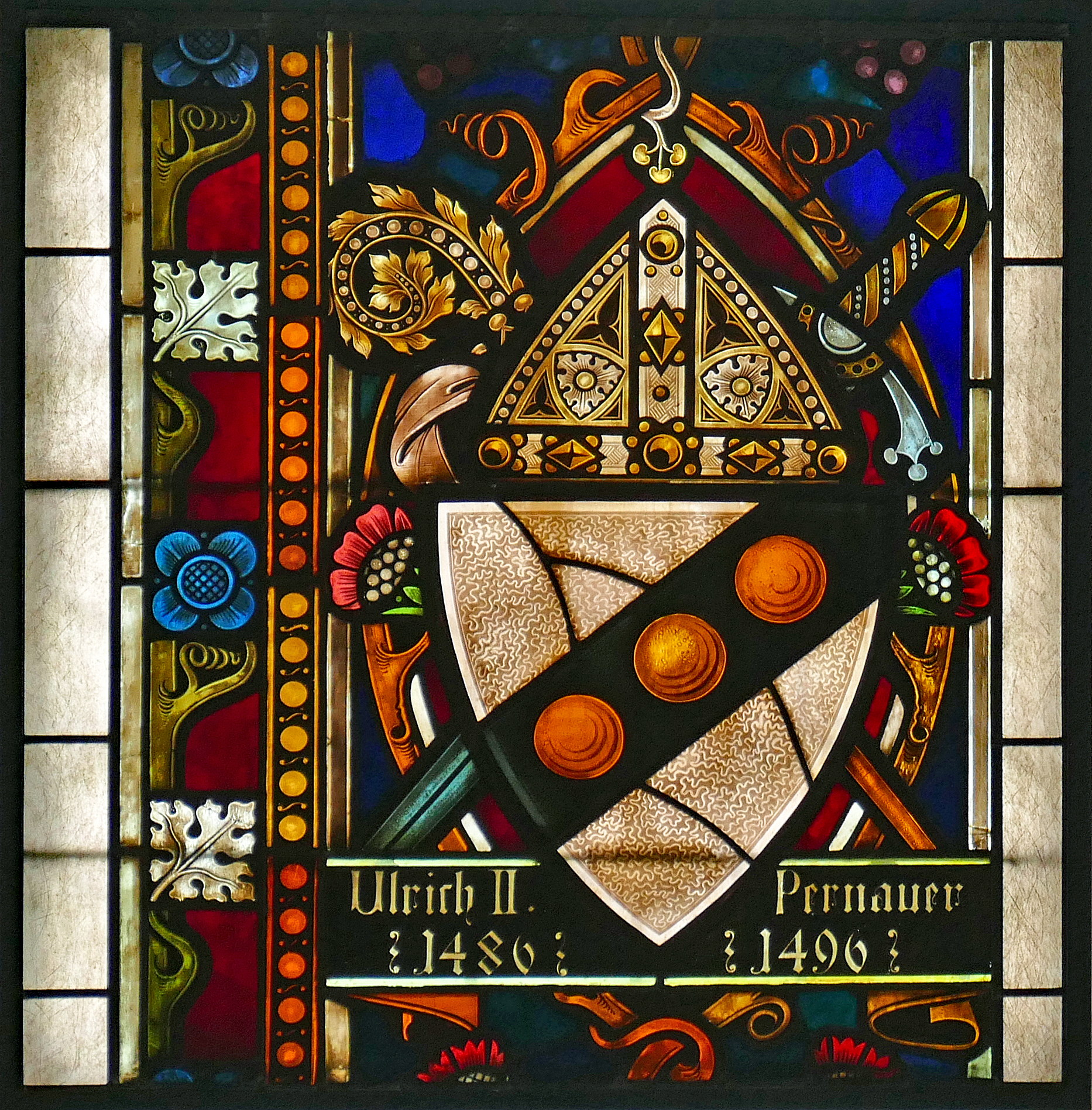
Wappenfenster zu Pernauer in der Berchtesgadener Stiftskirche